# 長竿黃魴鮄
長竿黃魴鮄，為輻鰭魚綱鮋形目牛尾魚亞目黃魴鮄科的其中一種，分布於中西大西洋區，包括墨西哥灣及安地列斯群島海域，體長可達15公分，為深海底棲性魚類，屬肉食性，生活習性不明。

## 擴展閱讀
維基物種上的相關：長竿黃魴鮄